# شارلوته بروكس
شارلوته بروكس (بالإنجليزية: Charlotte Brooks)‏ هي مصورة وصحفية أمريكية، ولدت في 16 سبتمبر 1918 في بروكلين في الولايات المتحدة، وتوفيت في 15 مارس 2014.